# Guido Basso
Guido Basso (ur. 27 września 1937 w Montrealu, zm. 13 lutego 2023) – kanadyjski trębacz jazzowy, flugelhornista, aranżer i kompozytor. Członek big bandu Boss Brass Roba McConnella.

## Wczesne życie
Basso urodził się w Montrealu w prowincji Quebec we włosko-kanadyjskiej rodzinie. Zaczął grać na trąbce w wieku dziewięciu lat. Studiował w Conservatoire de Musique du Québec w Montrealu. Jego profesjonalna kariera muzyczna rozpoczęła się, gdy był nastolatkiem, a amerykański piosenkarz Vic Damone zaprosił go na międzynarodową trasę koncertową w latach 1957–1958.

## Kariera
W 1958 roku dołączył do piosenkarki Pearl Bailey i jej męża, perkusisty Louisa Bellsona, koncertując z nimi i ich orkiestrą w Ameryce Północnej, następnie przeniósł się do Toronto w 1960 roku. Tam Basso został trębaczem studyjnym i czasami grał na harmonijce ustnej. W 1963 roku został dyrektorem muzycznym Nightcap CBLT, którą to pracę pełnił do 1967 roku. Następnie zajmował szereg stanowisk dyrektora muzycznego w Canadian Broadcasting Corporation, a także był aktywny jako wykonawca.
Od 1975 roku organizował i prowadził koncerty big bandów na Canadian National Exhibition w Toronto, z udziałem Dizzy’ego Gillespiego, Quincy’ego Jonesa, Woody’ego Hermana, Benny’ego Goodmana, Counta Basiego i Duke’a Ellingtona. Basso współpracował także między innymi z Buddym Richiem, Oliverem Jonesem, Carol Welsman, Dianą Krall i Dianą Panton.
Basso był członkiem założycielem Boss Brass Roba McConnella, grając z zespołem przez ponad dwadzieścia lat. Był także częścią serii koncertów zjazdowych Sound of Toronto zespołu Boss Brass w 2008 roku.

## Życie prywatne i śmierć
Basso był żonaty z Kirstin i miał jedną córkę, Mię Basso Noble, która była muzykiem i autorką tekstów. Mia zmarła na raka we wrześniu 2013 roku.
Basso zmarł 13 lutego 2023 roku w wieku 85 lat.

## Nagrody i wyróżnienia
- 1994: Kawaler Orderu Kanady[2].
- 2003: Nagroda Juno, Tradycyjny Jazzowy Album Roku, Turn Out the Stars
- 2004: Nagroda Juno, album roku z jazzem tradycyjnym, Lost in the Stars[3].